# SMS Hagen
Le SMS Hagen est le sixième navire de la classe Siegfried, une classe de huit navires de défense côtière de la Kaiserliche Marine.

## Histoire
La construction du cuirassé à coque en fer S démarre en septembre 1891 au Kaiserliche Werft de Kiel. Le navire est prêt au lancement le 21 octobre 1893. Le directeur du chantier, le capitaine de vaisseau Otto Diederichsen (de), le baptise du nom de Hagen, d'après le personnage des Nibelungen. L'achèvement du navire a lieu onze mois après.

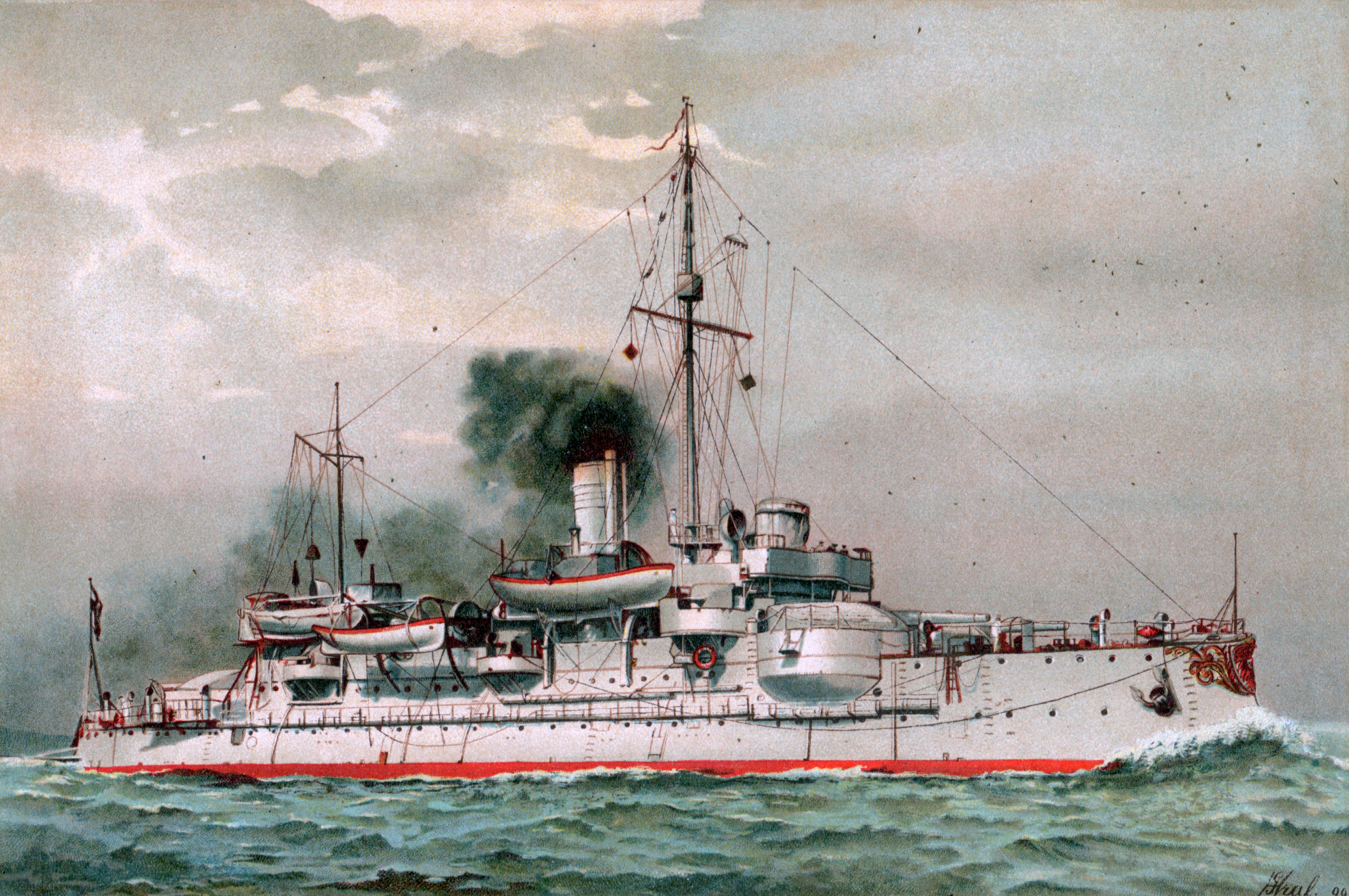
Le SMS Hagen à l'origine

Le Hagen est mis en service le 2 octobre 1894. Les séries de tests sont satisfaisantes. Les problèmes de chaudières des sister-ships sont réglés. Le 28 novembre, il rejoint la division de réserve en mer Baltique. Du 13 mai au 2 juin 1895, il sert de navire de formation. Avec la division de réserve, il participe à la parade pour l'inauguration le 21 juin du canal de Kiel. Quatre jours plus tard, la division est dissoute.
Début 1895, l'assassinat d'un second marchand allemand au Maroc amène l'Empire allemand à réclamer une indemnité. Le gouvernement marocain dit d'abord accepter, lorsque le SMS Irene de retour de l'Asie de l'Est vient dans les eaux territoriales. Mais le paiement est finalement refusé. Le Hagen est envoyé le 29 juin à Tanger. Il sera bientôt accompagné du SMS Stosch, du SMS Kaiserin Augusta et du SMS Marie qui revient aussi d'Asie. En outre, le premier escadron est en formation au nord de l'Espagne. Les quatre bateaux se réunissent le 10 juillet devant Tanger, sous le commandement d'Oscar von Schuckmann, le capitaine du Kaiserin Augusta. Le Maroc cède aux exigences de l'Allemagne, les navires partent de Tanger le 5 août. Le Hagen entame son retour le 10 et rentrent en neuf jours à Wilhelmshaven.
À son retour, le Hagen est affecté à la Herbst-Übungsflotte, division de la Hochseeflotte. Le 19 septembre, il est de nouveau dans la division de réserve en mer Baltique. En 1896, il sert à la garde de Kiel. Du 28 juin au 9 juillet, le navire est brièvement dans le premier escadron. En 1897, il participe aux manœuvres de la division de réserve du 3 août au 25 septembre en compagnie des navires de défense côtière su second escadron. Du 10 août au 21 septembre, il est le navire amiral de la division commandée par le contre-amiral Volkmar von Arnim. Le temps des exercices d'automne, il est du second escadron. Le 31 août, un avarie venant de la chaudière met fin prématurément à la participation du navire de défense côtière. Le SMS Pfeil (de) doit ramener le SMS Hagen à Kiel, où il est mis hors service le 29 septembre.

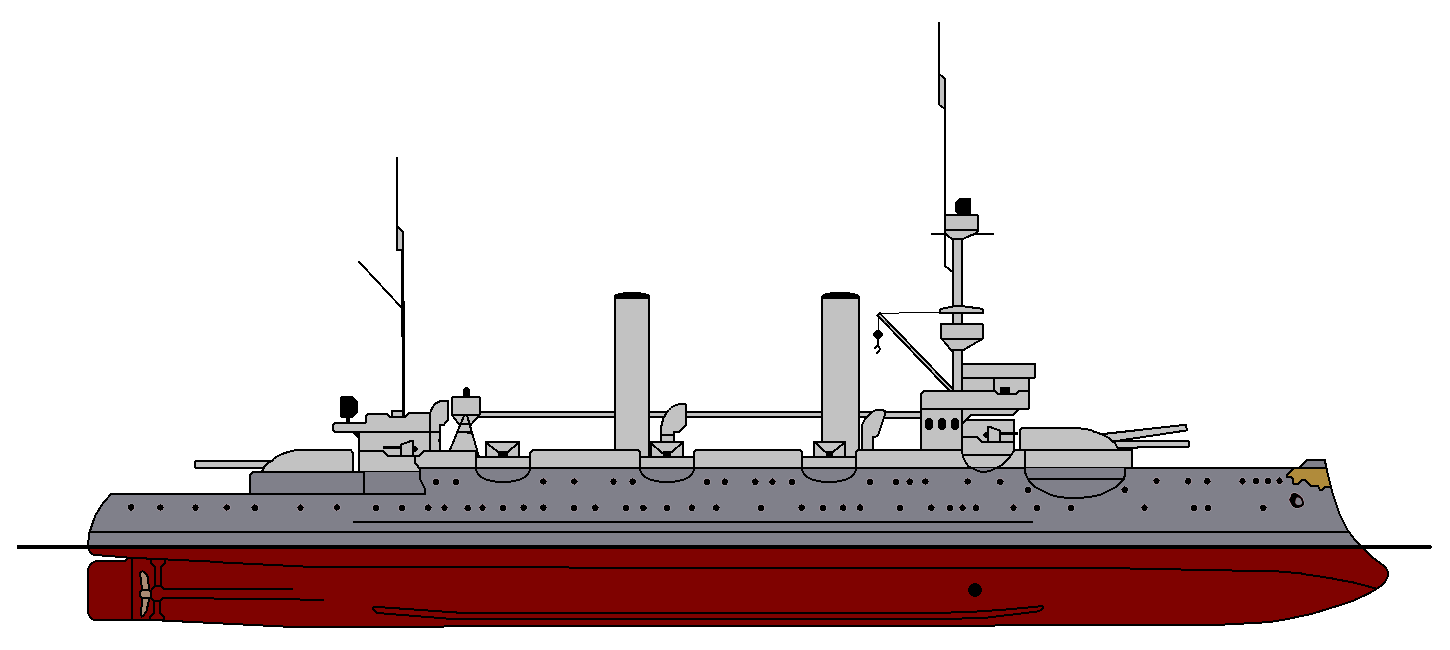
Coupe du SMS Hagen en 1910

Comme les navires de la classe Siegfried connaissent bon nombre d'avaries, ils sont rénovés entièrement entre 1899 et 1904. Le Hagen est le premier des navires à être à quai au Kaiserliche Werft Kiel en mai 1899. Huit nouvelles chaudières à vapeur et une seconde cheminée sont installées. De même, on change l'armement. Des pièces de l'armure, alors en acier et en teck, sont remplacées par de l'acier Krupp. Son poids augmentant, la puissance du moteur et la vitesse de pointe doivent également être augmentées.
Le Hagen est remis en service le 2 octobre 1900 et soumis à des essais. Après validation, les sister-ships seront construits en conséquence. Le 12 décembre, il rejoint Dantzig puis revient encore dans la division de réserve. En janvier 1901, il va à l'île de Wight. Avec le SMS Baden (de) et le SMS Victoria Louise, il participe au défilé de la flotte le 31 janvier pour marquer le deuil de la reine Victoria. Il est de retour à Dantzig le 11 février. Après une révision au Kaiserliche Werft Kiel, le Hagen connaît en octobre et en novembre des insubordinations causant des dommages matériels. De tels incidents sont rares dans la Kaiserliche Marine jusqu'en 1918.
Au milieu de l'année 1903, le Hagen subit une avarie des machines et va en réparation du 8 au 30 juillet au Kaiserliche Werft Danzig. Il est de nouveau mis hors service après les manœuvres d'automne. Il ne servira que pendant les manœuvres d'automne du 22 juillet au 15 septembre 1909.
Après le déclenchement de la Première Guerre mondiale, le Hagen est réactivé le 12 août 1914 comme ses sister-ships au sein du sixième escadron commandé par le contre-amiral Richard Eckermann. Il sert à la protection du littoral et des avant-postes de la baie Allemande. Il arrive en mer du Nord le 15 septembre. Neuf jours plus tard, il tombe en panne devant Wilhelmshaven et doit être remorqué par le SMS Hildebrand (de). Du 29 septembre au 13 décembre, le Hagen est en avant-poste dans l'estuaire de la Weser. Le 4 novembre, le navire est impliqué dans le sauvetage de 381 membres de l'équipage du SMS Yorck, qui a touché accidentellement une mine allemande dans l'estuaire.

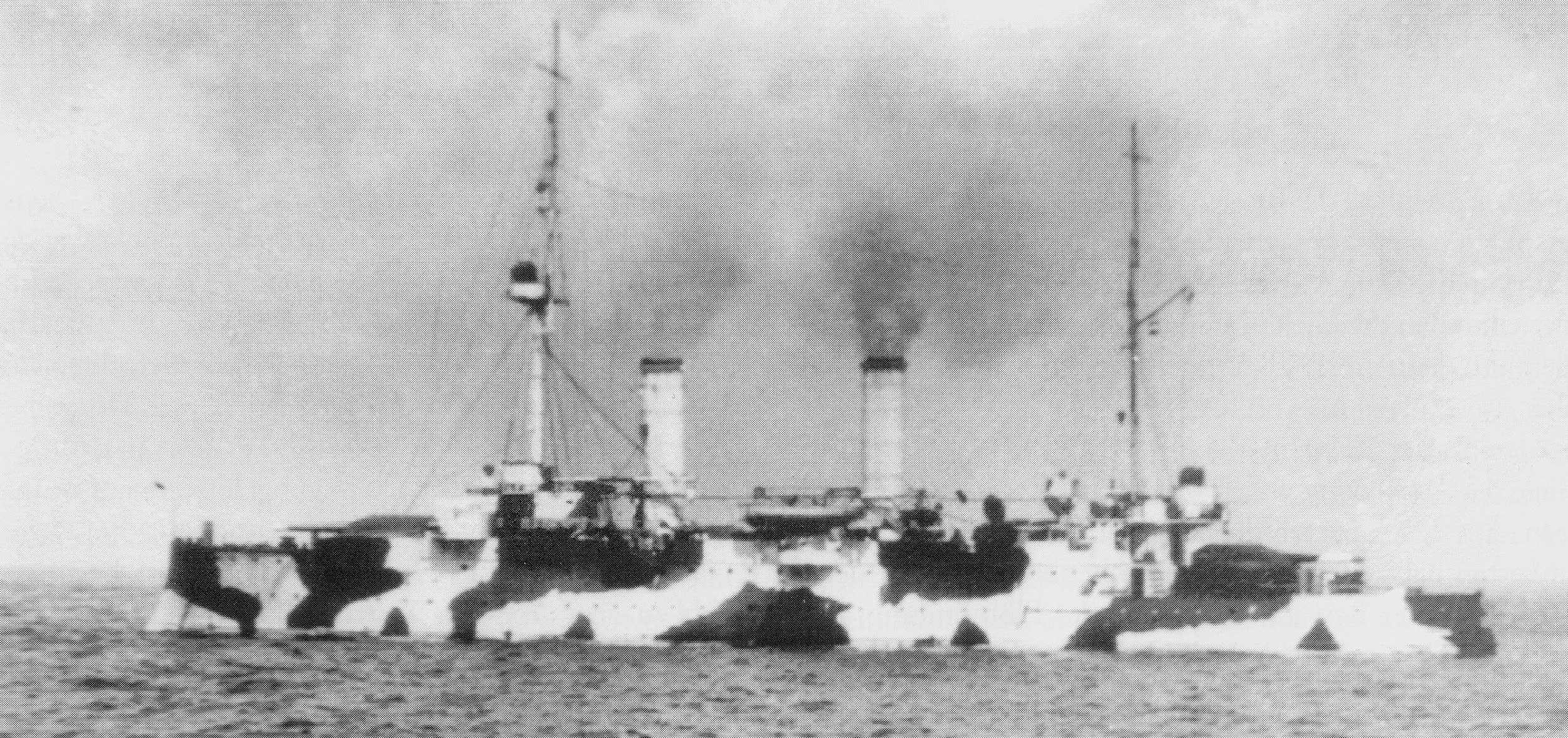
Le SMS Hagen en tenue de camouflage de défense en 1915.

Du 12 décembre au 14 juin 1915, le Hagen est présent dans l'estuaire de l'Ems. Jusqu'au 30 août, il est de nouveau dans celui de la Weser. Le lendemain, il est retiré du service tandis que le sixième escadron est lui aussi dissous. On considère que les navires de la classe Siegfried sont maintenant totalement obsolètes et ont une faible valeur de combat. En outre, la marine impériale souffre de pénuries de personnel. Par conséquent, le Hagen revient à Dantzig le 1er septembre et est désarmé le 10.
En juin 1916, le Hagen sert comme navire d'hébergement à Liepāja pour la flottille de sous-marins en mer Baltique. Il est ensuite d'abord ramené à Dantzig le 19 août puis à Warnemünde le 22 septembre. Il sert alors jusqu'à la fin de la guerre comme navire bouclier pour les navires opérant en avant-poste en mer Baltique. Le 17 juin 1919, il est supprimé de la liste des navires de guerre. Le Hagen est vendu aux Pays-Bas et mis au rebut.
Conformément à la règle qui attribue une durée de service de 20 ans pour les vaisseaux de ligne, dont les navires de défense côtière, le dreadnought SMS Kaiserin se substitue en 1911 au SMS Hagen.

## Commandement
| Du 2 octobre 1894 à septembre 1895 | Korvettenkapitän Carl Rosendahl (de)                          |
| Septembre 1895 à mai 1896          | Korvettenkapitän von Arend                                    |
| Mai à septembre 1896               | Korvettenkapitän Adolf Goetz (de)                             |
| Octobre 1896 au 22 juillet 1898    | Korvettenkapitän Guido von Usedom (de)                        |
| Juillet à août 1898                | Kapitänleutnant August Goette (intérim)                       |
| Août à septembre 1898              | Korvettenkapitän Paul Walther                                 |
| 2 octobre 1900 à mai 1901          | Korvettenkapitän Carl Paschen (de)                            |
| Mai à juin 1901                    | Korvettenkapitän Gerhard Gerdes (de)                          |
| Juin à septembre 1901              | Korvettenkapitän / Fregattenkapitän Carl Paschen              |
| Septembre 1901 à septembre 1902    | Korvettenkapitän / Fregattenkapitän Karl Dick (de)            |
| Septembre 1902 à 8 juillet 1903    | Korvettenkapitän / Fregattenkapitän Hartwig von Dassel (de)   |
| 30 juillet à 17 septembre 1903     | Fregattenkapitän Eugen Weber (de)                             |
| 22 juillet à 15 septembre 1909     | Fregattenkapitän Arnold Marks                                 |
| 12 août à novembre 1914            | Fregattenkapitän / Kapitän zur See Lebrecht von Klitzing (de) |
| Novembre 1914 au 10 septembre 1915 | Fregattenkapitän Kurtz                                        |